# Мінерали ювенільні
Мінерали ювенільні (рос. минералы ювенильные, англ. juvenile minerals; нім. juvenile Minerale n pl) — мінерали, що утворились у зв'язку з магматичними процесами. До ювенільних мінералів належать всі постмагматичні мінерали, що сформувалися з термальних розчинів.
Інколи важко відрізнити фреатичні і ювенільні мінерали один від одного, але в більшості випадків це можливо.
Приклади:
- CO2 — єдиний ювенільний і фреатичний мінерал вуглецю, що проникає у великій кількості в біосферу[5].
- Марганець дає ювенільні мінерали в еманаціях вулканів (наприклад, MnCl₂ — скакіт). Однак, маси, ними утворені, є замалими[4].